# Ubundu
Ubundu, anciennement connue sous le nom de Ponthierville ou parfois Ponthierstad en néerlandais (d'après Pierre Ponthier), est une localité, chef-lieu de territoire de la province de Tshopo en République démocratique du Congo.

## Géographie
Située sur la rive gauche du fleuve Congo, Lualaba, est la dernière localité accessible par bateau en venant par l'amont. La ville est reliée à Kisangani par voie de chemin de fer, ce qui permet d'assurer le transport en suivant le fleuve, en évitant les chutes Boyoma (anciennement connues sous le nom de Stanley Falls). Elle est desservie par la route RP410 à 127 km au sud du chef-lieu provincial Kisangani.
C'est le 1er septembre 1906 qu'est inaugurée la ligne Ubundu-Kisangani  d'une longueur de 125 kilomètres à travers la forêt vierge, après quatre années de durs travaux à travers la forêt vierge.

## Histoire
Ubundu joue un rôle important dans un roman de François Medda, Le Molengui (1967), qui avait longtemps vécu dans la région et en avait gardé quelque nostalgie. La ville y apparaît dans le cadre colonial de l'époque, à la périphérie (administrative) de Stanleyville, et au cœur d'une région naturelle exceptionnellement riche.
C'est par le Lualaba qu'en 1877, sur son bateau la Lady Alice (bateau), Henry Stanley est remonté jusqu'à Ubundu et Kisangani, puis a parcouru tout le cours du fleuve Congo jusqu'au Stanley Pool à Kinshasa .

## Administration
Chef-lieu territorial de 7 318 électeurs enrôlés pour les élections de 2018, elle a le statut de commune rurale de moins de 80 000 électeurs et  compte 7 conseillers municipaux en 2019.

## Population
Le recensement date de 1984,.
| 1984 | 2004   | 2012   |
| ---- | ------ | ------ |
| -    | 11 761 | 13 798 |

## Personnalités
- Gaston Musemena et Marceline Daruwezi actuels députés nationaux du territoire d'Ubundu.
- Pierre Ponthier